# Carlo Scorza
Carlo Scorza, né le 15 juin 1897 à Paola et mort le 23 décembre 1988 à San Godenzo, est un journaliste et homme politique italien.

## Biographie
Au début de la Première Guerre mondiale, il s'engage comme volontaire dans les bersagliers, puis dans ces commandos appelés Arditi. Au cours du conflit, il atteint le grade de lieutenant et reçoit par trois fois la médaille de bronze de la Valeur Militaire. Le 14 décembre 1920, il s'engage dans les Fasci di Combattimento, noyau du futur Parti National Fasciste (PNF). Simultanément, il s'improvise journaliste dans la presse d’opinion.
En tant que chef de la milice de Lucques, il est responsable de l’agression mortelle du député Giovanni Amendola en juillet 1925. Ce député libéral, auquel Scorza avait pourtant garanti l'immunité moyennant sa démission immédiate de Montecatini, fut néanmoins violemment pris à partie par les chemises noires à la sortie d'une auberge. Agonisant, il trouva refuge en France, à Cannes, où il mourut de ses blessures.
Devenu directeur de l'hebdomadaire fasciste L'Intrepido, Scorza fonda Il Popolo Toscano et prit en  1931 la direction de la Gioventù italiana del littorio. En 1928, il est nommé président de la Federazione Nazionale Arditi d'Italia, puis même commissaire extraordinaire du parti pour la fédération de Forlì. Il sera l'ultime secrétaire du Parti national fasciste (PNF), du 19 avril au 25 juillet 1943.
Le 24 juillet 1943, il est l'un des huit membres du Grand Conseil du fascisme à s'opposer à l'ordre du jour Grandi. Après l'Armistice de Cassibile, Scorza fut arrêté par les autorités de la république de Salò pour avoir failli dans la défense contre les antifascistes, mais fut acquitté par le tribunal d'exception en avril 1944.
Il se réfugie en Argentine pour fuir le procès que lui ont intenté les autorités alliées, et est condamné par contumace à trente ans de prison. Amnistié en 1955, il retourne en Italie.
Il meurt en 1988 à l'âge de 91 ans.

## Publication
- La notte del Gran Consiglio, 1969